# 小松山貞造
小枩山 貞造（こまつやま ていぞう、1913年3月11日 - 1972年4月27日）は、石川県能美郡寺井野村小杉（現在の能美市小杉町）出身で井筒部屋に所属した大相撲力士。ただし、1944年に井筒親方が亡くなった後、双葉山相撲道場預かりになっていた。本名は竹田 貞造（たけだ ていぞう）。最高位は西前頭3枚目（1941年5月場所）。現役時代の体格は170cm、101kg。得意手は右四つ、出し投げ、小股掬い、内掛け、肩透かし、櫓投げ。引退後は再興された井筒部屋所属の年寄甲山として後進の指導にあたった。墓所は八王子市の八王子霊園。
1941年1月場所4日目、西前頭14枚目の地位で東横綱男女ノ川を破っているが、これは大正時代に「金星」という相撲用語が見られるようになってからでは、長らく最も番付下位の力士による金星獲得の記録であったが、2025年7月場所13日目で東前頭15枚目琴勝峰が西横綱大の里を破ったことで更新された。

## 略歴
- 1930年5月 井筒部屋（師匠:第25代横綱西ノ海嘉治郎）から初土俵を踏む[2]。
- 1937年5月 新十両。
- 1940年1月 新入幕[2]。
- 1944年9月 井筒親方（元幕内星甲実義）の死去に伴い双葉山道場に転籍。
- 1945年11月 引退[2]。

## 主な成績
- 幕内在位:11場所
- 幕内成績:49勝75敗23休　勝率.395
- 金星：1個（1941年1月場所男女ノ川から）[2]

### 場所別成績
| 1930年 （昭和5年） | x                      | x                  | （前相撲）         | （前相撲）             |
| 1931年 （昭和6年） | 東序ノ口12枚目 5–1     | 東序ノ口12枚目 1–0 | 西序二段29枚目 3–3 | 西序二段29枚目 4–2     |
| 1932年 （昭和7年） | 西三段目31枚目 3–0     | 西三段目31枚目 5–5 | 西三段目14枚目 5–2 | 西三段目14枚目 6–4     |
| 1933年 （昭和8年） | 西幕下17枚目 5–6       | x                  | 東幕下24枚目 5–6   | x                      |
| 1934年 （昭和9年） | 西三段目2枚目 優勝 7–0 | x                  | 西幕下8枚目 5–6    | x                      |
| 1935年 （昭和10年） | 東幕下10枚目 2–5       | x                  | 東三段目6枚目 5–1  | x                      |
| 1936年 （昭和11年） | 東幕下15枚目 7–4       | x                  | 西幕下6枚目 5–6    | x                      |
| 1937年 （昭和12年） | 西幕下8枚目 8–3        | x                  | 東十両11枚目 7–6   | x                      |
| 1938年 （昭和13年） | 東十両6枚目 5–8        | x                  | 東十両12枚目 7–6   | x                      |
| 1939年 （昭和14年） | 西十両8枚目 8–5        | x                  | 西十両2枚目 9–6    | x                      |
| 1940年 （昭和15年） | 東前頭14枚目 3–5–7     | x                  | 西十両筆頭 10–5    | x                      |
| 1941年 （昭和16年） | 西前頭14枚目 9–6 ★     | x                  | 西前頭3枚目 5–10   | x                      |
| 1942年 （昭和17年） | 東前頭6枚目 5–10       | x                  | 東前頭10枚目 6–9   | x                      |
| 1943年 （昭和18年） | 西前頭11枚目 8–7       | x                  | 東前頭5枚目 5–10   | x                      |
| 1944年 （昭和19年） | 西前頭6枚目 1–2–12     | x                  | 東前頭18枚目 5–5   | 東前頭10枚目 2–8       |
| 1945年 （昭和20年） | x                      | x                  | 西前頭17枚目 0–3–4 | 東十両6枚目 引退 0–4–6 |
| 各欄の数字は、「勝ち-負け-休場」を示す。 優勝 引退 休場 十両 幕下 三賞：敢=敢闘賞、殊=殊勲賞、技=技能賞 その他：★=金星 番付階級：幕内 - 十両 - 幕下 - 三段目 - 序二段 - 序ノ口 幕内序列：横綱 - 大関 - 関脇 - 小結 - 前頭（「#数字」は各位内の序列） |                        |                    |                    |                        |

### 幕内対戦成績
| 安藝ノ海 | 1    | 3    | 綾昇   | 4 | 1 | 綾若   | 2(1) | 2 | 一渡     | 2 | 0    |  |  |  |
| 五ツ嶋   | 0    | 1    | 大ノ森 | 1 | 1 | 笠置山 | 2    | 2 | 鹿嶋洋   | 2 | 4    |  |  |  |
| 九州山   | 3    | 4(1) | 清美川 | 2 | 3 | 駒ノ里 | 1    | 0 | 相模川   | 1 | 3    |  |  |  |
| 櫻錦     | 2    | 3    | 汐ノ海 | 0 | 1 | 四海波 | 1    | 1 | 神東山   | 4 | 1    |  |  |  |
| 駿河海   | 0    | 1    | 大邱山 | 1 | 0 | 武ノ里 | 1    | 1 | 照國     | 0 | 3    |  |  |  |
| 出羽湊   | 0    | 4(1) | 豊嶋   | 0 | 4 | 豊錦   | 0    | 1 | 肥州山   | 1 | 2    |  |  |  |
| 備州山   | 1    | 1    | 広瀬川 | 1 | 0 | 藤ノ里 | 0    | 2 | 二瀬川   | 1 | 1(1) |  |  |  |
| 前田山   | 0    | 3    | 増位山 | 1 | 4 | 松ノ里 | 2(1) | 3 | 男女ノ川 | 1 | 1    |  |  |  |
| 陸奥ノ里 | 1    | 2    | 八方山 | 2 | 2 | 倭岩   | 0    | 2 | 大和錦   | 1 | 1    |  |  |  |
| 龍王山   | 2(1) | 0    | 両國   | 2 | 1 | 若瀬川 | 1    | 2 | 若湊     | 1 | 2    |  |  |  |

## 四股名変遷
- 竹林 貞造（たけばやし ていぞう）1930年5月場所 - 1933年5月場所
- 小枩山 貞三（こまつやま -）1934年1月場所 - 1936年1月場所
- 小枩山 貞造（- ていぞう）1936年5月場所 - 1945年11月場所

## 年寄
- 甲山 1945年11月 - 1972年4月